# 山口真人
山口 真人（やまぐち まさと、1980年 - ）は、日本のグラフィックデザイナー、映像作家、日本の現代美術家。東京都生まれ。

## 概要
法政大学経済学部卒業後グラフィックデザイナーとして活動。アヌシー、SHIFT、Gestaltenなどに作品を出品。APOGEEのウェブデザイン、椎名林檎のファンクラブ林檎班のデザイン、J.A.M、SOIL&"PIMP"SESSIONSのPV、ユニクロ UTなどを制作する。ミュージシャンとしての活動もあり、2002年にpoetportraitsよりアルバムrevoxをリリース。2012年頃より現代美術家として活動。

## 人物
「最初に「アート」というものを感じたのは、フリッパーズ・ギターの3rdアルバム『DOCTOR HEAD'S WORLD TOWER -ヘッド博士の世界塔-』」と語っている。後に高校生の時にアンディ・ウォーホルの展覧会で、牛の壁紙を部屋一面に貼った作品、ダンスの足の運び方の説明だけを描いた『Dance Diagram（Tango）』などの作品に衝撃を受け、アーティストを目指す決意をした。
山口は自身の作品について、ポップアートやシュルレアリスムなどアートの分野以外に、日本の90年代の音楽・ムーブメントである渋谷系から影響を受け、自身の作風を「極めて主体性のないやり方でエゴを表現しようとしている」と語っている。

## 作風
初期、昆虫のコレクターが自分の標本をつくることを真似て様々なアーティストの作品をサンプリングをする「DotSAMPLE」のシリーズを制作していた。その後「世界中の文化を模倣し、リミックスし、作り直す器」としての「東京」をテーマに、アンディ・ウォーホルからダミアン・ハースト、草間弥生、ストリートアーティストのKAWSなどポップアートの大御所の傑作を引用した「MADE IN TOKYO」のシリーズを制作している。
2018年以降、機械を用いた表現活動を行い、掃除ロボットをハッキングした絵画マシーン「Mr.HEAD」の開発、レーザーカッターを改造した独自の描画機を用いた「Digital Objects」のシリーズ制作している。2019年より、スマートフォンに映る人物や風景、静物に着目し、現実と虚像が同居する世界観を描く「トランスリアリティ」のコンセプトを提唱。SNSに映る「自撮り（SELFY）」のイメージをステンシル／スプレーの手法で描き、ペインティングを制作している。

## 個展
- 2021年 "SELFY"( SH GALLERY / Tokyo, Japan )
- 2019年 "Digital Objects"( Turner Gallery / Tokyo, Japan )
- 2019年 "Prologue of Trans Reality"( H.P.FRANCE WINDOW GALLERY MARUNOUCHI / Tokyo, Japan )
- 2016年 "MADE IN TOKYO"( Gallery Onetwentyeight / NYC, US )
- 2015年 "MADE IN TOKYO"( Gallery Speak For / Tokyo, Japan )
- 2014年 "Plastic Painting"( Gallery Speak For / Tokyo, Japan )

## 映像作品
- MY FOOLISH HEART～crazy on earth～ / SOIL&"PIMP"SESSIONS Ｘ 椎名林檎
- Jazzy Joint feat. Jose James / J.A.M
- パパイヤマンゴー / 椎名林檎
- ポルターガイスト / 椎名林檎
- APOGEEPOINT.COM / APOGEE

## 音楽作品
revox / drumrin